# Mikael Flygind Larsen

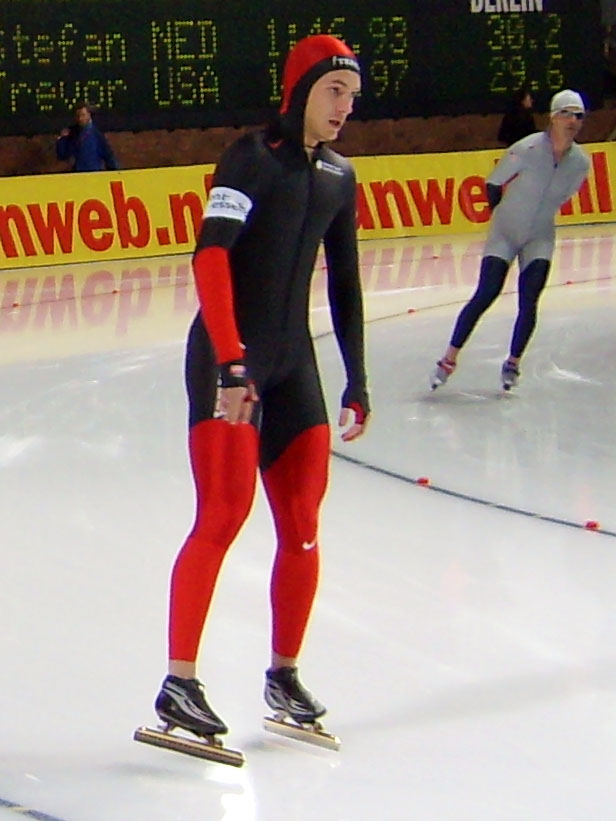
Mikael Flygind Larsen beim Weltcup in Berlin 2008

Mikael Flygind Larsen (* 18. September 1982) ist ein norwegischer Eisschnellläufer.
Mikael Flygind Larsen debütierte im November 2004 in einem Teamwettkampf in Hamar im Eisschnelllauf-Weltcup. Der auf Sprints und Mittelstreckenrennen bis 1500 Meter spezialisierte Läufer erreichte beim Weltcupfinale 2006 in Heerenveen mit einem sechsten Platz über 1000 Meter sein bestes Weltcupergebnis auf einer Einzelstrecke. Besser schnitt er nur im Dezember 2005 beim vorolympischen Teamwettkampf in Turin als Dritter zusammen mit Håvard Bøkko und Eskil Ervik ab. Bei den Olympischen Spielen erreichte er mit dem norwegischen Team den vierten Platz und verpasste damit knapp eine Medaille. Er wurde jedoch nur in den Vorläufen eingesetzt. Bei den Einzelstrecken trat er über 1500 (14.) und 1000 Meter (8.) an. 2005 wurde er norwegischer Vizemeister im Sprintmehrkampf.

## Eisschnelllauf-Weltcup-Platzierungen
| Platzierung | 100 m | 500 m | 1000 m | 1500 m | Team |
| ----------- | ----- | ----- | ------ | ------ | ---- |
| 1. Platz    |       |       |        |        |      |
| 2. Platz    |       |       |        |        |      |
| 3. Platz    |       |       |        |        | 1    |
| Top 10      |       |       | 4      | 1      | 2    |

(Stand: 3. Dezember 2009)